# Apple A10
Apple A10 Fusion (APL1W24) — 64-битный 4-ядерный ARM-микропроцессор 2016 года, с архитектурой ARMv8-A, компании Apple, из серии Apple Ax. Изготавливается по 16-нанометровому FinFET Compact (FFC) тех.процессу, контрактным производителем TSMC. Содержит 3,3 миллиарда транзисторов на площади в 125 кв. мм.  Сообщений об иных производителях не поступало.

## Описание
Чип был представлен в сентябре 2016 года вместе со смартфонами Apple iPhone 7 и iPhone 7 Plus на его основе. Содержит 3,3 миллиарда транзисторов на площади в 125 кв. мм.
Содержит четыре ARMv8-совместимых процессорных ядра: два высокопроизводительных ядра общего назначения Hurricane, которые могут параллельно выбирать и декодировать до шести инструкций за такт, и два экономичных и энергоэффективных ядра Zephyr. По оценке аналитиков из The Linley Group, изучивших производительность системы на кристалле Apple A10 Fusion, новые ARMv8-совместимые ядра Apple — Hurricane и Zephyr — занимают большую площадь, но при этом показывают лучшую производительность, чем любые другие ядра конкурирующих процессоров. Частоты работы процессора не раскрывались.
Встроенный 6-ядерный графический процессор PowerVR GT7600+ (GPU), вероятно, был разработан Imagination Technologies, как и в более ранних чипах серии Apple Ax.
В систему на кристалле встроен сопроцессор обработки движений M10.
В состав микросборки, созданной по технологии InFO (Integrated Fan-Out), входит оперативная память стандарта LPDDR4 в количестве 4 кристаллов.
Apple утверждает, что её новый чип имеет на 40 % большую производительность CPU и на 50 % — GPU, по сравнению с его предшественником Apple A9.

## Применение
Устройства, использующие процессор Apple A10 Fusion:
- iPhone 7 — сентябрь 2016 — сентябрь 2019;
- iPhone 7 Plus — сентябрь 2016 — сентябрь 2019;
- iPad 6 (2018) 9,7-дюймовый экран — март 2018 — сентябрь 2019[9];
- iPad 7 (2019) 10,2-дюймовый экран — сентябрь 2019 — сентябрь 2020[10];
- iPod Touch 7 — май 2019 — май 2022

Интересно, что это один из немногих процессоров в гаджетах Apple, позволяющих при помощи checkra1n запустить Ubuntu (в частности, на iPhone 7). Таким образом, в списке поддерживаемых этими гаджетами ОС неофициально может находиться и Ubuntu, что позволяет считать поддержку этих гаджетов неограниченной по времени (неофициально, фан-сообществом). На настоящий момент это единственная такая группа в линейке iPhone.